# Echo (comandă)

În sistemele de operare UNIX, Windows și OS/2, comanda echo tipărește textul specificat pe linia de comandă. Comanda este folosită adeseori în scripturi shell. Sub Linux, comanda este implementată în GNU coreutils.

## Sintaxă
```
echo [opțiuni] string
```

Opțiunile cele mai des folosite sunt:
-n - nu tipări new line (\n)
-e - interpretează secvențele de caractere \
Secvențele de caractere \ interpretate sunt:
- \\ - backslash
- \a - alertă (BEL)
- \b - backspace
- \c - comentariu, după acest caracter nu se mai tipărește
- \f - form feed
- \n - new line
- \r - carriage return
- \t - tab orizontal
- \v - tab vertical

Datorită incompatibilităților dintre BSD și System V, opțiunile -n și -e nu sunt considerate opțiuni standard.

## Exemple
```
# echo This is a test.
This is a test.
# echo "This is a test." > ./test.txt
# cat ./test.txt
This is a test.
```

Exemplu de script care folosește secvențe escape ASCII:
```
FGRED=`echo "\033[31m"`
FGCYAN=`echo "\033[36m"`
BGRED=`echo "\033[41m"`
FGBLUE=`echo "\033[35m"`
BGGREEN=`echo "\033[42m"`
NORMAL=`echo "\033[m"`

echo "${FGBLUE} Text in blue ${NORMAL}"
echo "Text normal"
echo "${BGRED} Background in red"
echo "${BGGREEN} Background in Green and back to Normal ${NORMAL}"
```

## Exemplu de implementare în limbaj C
```
#include <stdio.h>
/* echo command-line arguments; 1st version */
int main(int argc, char *argv[])
{
  int i;
  for (i = 1; i < argc; i++)
    printf("%s%s", argv[i], (i < argc-1) ? " " : "");
  printf("\n");
  return 0;
}
```